# 第24回ゴールデングローブ賞
第24回ゴールデングローブ賞（だい24かいゴールデングローブしょう）は、1966年の映画とテレビを対象としており、1967年2月15日に行われた。

## 受賞者・ノミネート

### 映画

#### 作品賞（ドラマ部門）
『わが命つきるとも』
- 『野生のエルザ』
- 『プロフェッショナル』
- 『砲艦サンパブロ』
- 『ヴァージニア・ウルフなんかこわくない』

#### 作品賞（ミュージカル・コメディ部門）
『アメリカ上陸作戦』
- 『ローマで起った奇妙な出来事（英語版）』
- 『泥棒貴族』
- 『おれの女に手を出すな』
- 『大人になれば…（英語版）』

#### 主演男優賞 (ドラマ部門)
ポール・スコフィールド — 『わが命つきるとも』
- リチャード・バートン — 『ヴァージニア・ウルフなんかこわくない』
- マイケル・ケイン — 『アルフィー』
- スティーブ・マックイーン — 『砲艦サンパブロ』
- マックス・フォン・シドー — 『ハワイ』

#### 主演女優賞 (ドラマ部門)
アヌーク・エーメ — 『男と女』
- イダ・カミンスカ — 『大通りの店』
- ヴァージニア・マッケンナ — 『野生のエルザ』
- エリザベス・テイラー — 『ヴァージニア・ウルフなんかこわくない』
- ナタリー・ウッド — 『雨のニューオリンズ』

#### 主演男優賞 (ミュージカル・コメディ部門)
アラン・アーキン — 『アメリカ上陸作戦』
- アラン・ベイツ — 『ジョージー・ガール（英語版）』
- マイケル・ケイン — 『泥棒貴族』
- ライオネル・ジェフリーズ — 『ブルドッグ作戦（英語版）』
- ウォルター・マッソー — 『恋人よ帰れ!わが胸に』

#### 主演女優賞 (ミュージカル・コメディ部門)
リン・レッドグレイヴ — 『ジョージー・ガール』
- ジェーン・フォンダ — 『水曜ならいいわ（英語版）』
- エリザベス・ハートマン — 『大人になれば…（英語版）』
- シャーリー・マクレーン — 『泥棒貴族』
- ヴァネッサ・レッドグレイヴ — モーガン（英語版）

#### 助演男優賞
リチャード・アッテンボロー — 『砲艦サンパブロ』
- マコ岩松 — 『砲艦サンパブロ』
- ジョン・サクソン — 『シェラマドレの決斗』
- ジョージ・シーガル — 『ヴァージニア・ウルフなんかこわくない』
- ロバート・ショウ — 『わが命つきるとも』

#### 助演女優賞
ジョスリン・ラガード — 『ハワイ』
- サンディ・デニス — 『ヴァージニア・ウルフなんかこわくない』
- ヴィヴィアン・マーチャント（英語版） — 『アルフィー』
- ジェラルディン・ペイジ — 『大人になれば…（英語版）』
- シェリー・ウィンタース — 『アルフィー』

#### 監督賞
フレッド・ジンネマン — 『わが命つきるとも』
- ルイス・ギルバート  — 『アルフィー』
- クロード・ルルーシュ  — 『男と女』
- マイク・ニコルズ  — 『ヴァージニア・ウルフなんかこわくない』
- ロバート・ワイズ  — 『砲艦サンパブロ』

#### 脚本賞
『わが命つきるとも』 — ロバート・ボルト
- 『アルフィー』 — en:Bill Naughton
- 『アメリカ上陸作戦』 — ウィリアム・ローズ
- 『砲艦サンパブロ』 — Robert Anderson
- 『ヴァージニア・ウルフなんかこわくない』 — アーネスト・レーマン

#### 作曲賞
『ハワイ』 — エルマー・バーンスタイン
- 『男と女』 — フランシス・レイ
- 『パリは燃えているか』 — モーリス・ジャール
- 『天地創造』 — 黛敏郎
- 『砲艦サンパブロ』 — ジェリー・ゴールドスミス

#### 主題歌賞
「夜のストレンジャー」 — en:A Man Could Get Killed
- "Un Homme et une Femme (A Man and a Woman)" - 『男と女』
- "Born Free" - 『野生のエルザ』
- "Alfie" - 『アルフィー』
- 「ジョージー・ガール」 - 『ジョージー・ガール（英語版）』

### テレビ

#### 作品賞 (ドラマ部門)
『アイ・スパイ』
- 『逃亡者』
- 『0011ナポレオン・ソロ』
- Run for Your Life
- en:That Girl

#### 男優賞
ディーン・マーティン — en:The Dean Martin Show
- ビル・コスビー — 『アイ・スパイ』
- ロバート・カルプ — 『アイ・スパイ』
- ベン・ギャザラ — Run for Your Life
- クリストファー・ジョージ — 『ラット・パトロール』

#### 女優賞
en:Marlo Thomas — en:That Girl
- フィリス・ディラー — en:The Pruitts of Southampton
- バーバラ・イーデン — 『かわいい魔女ジニー』
- エリザベス・モンゴメリー — 『奥さまは魔女』
- バーバラ・スタンウィック — 『バークレー牧場』